# La Concepción (Panama)
Pour les articles homonymes, voir La Concepción.
La Concepcion est la capitale du district de Bugaba dans la province de Chiriqui, au Panama.

## Présentation
La ville de La Concepcion est située au croisement de l'autoroute interaméricaine et de la route qui relie directement les villes et villages des hauts plateaux dont Volcán, Cerro Punta, Río Sereno et à 46km environ de la frontière avec le Costa Rica. Elle est également accessible par l'aéroport international Enrique Malek, situé à David.
C'est la deuxième zone urbaine d'importance économique de la province de Chiriqui. La ville comptait 21 356 habitants en 2010.

## Géographie
La Concepción est situé sur un sol d'origine volcanique, en raison de la proximité du volcan Barú, et arrosé par trois rivières importantes : le Río Piedra, Mula, Güigala y Escarrea.
Il est composé des quartiers ou zones suivants qui forme la zone urbaine de La Concepción :
- Belén
- Solano
- El Porvenir
- Vista Hermosa
- Dulce Hogar
- Cuesta de Piedra
- Bello Horizonte
- Bugabita

## Économie
L'économie de la ville est principalement basée sur l'élevage du bétail et l'agriculture. Au cours des dernières années, plusieurs sociétés nationales, banques et enseignes de distribution, tels que Grupo Rey, Banco Azteca, Super 99, Banvivienda et d'autres, ont été créés.